# Corciano
Corciano är en ort och kommun i provinsen Perugia i regionen Umbrien i Italien. Kommunen hade 21 391 invånare (2018).